# Incoronazione della Vergine (Angelico San Marco)
L'Incoronazione della Vergine è uno degli affreschi di Beato Angelico che decorano il convento di San Marco a Firenze. Misura 189x159 cm e si tratta di una delle opere sicuramente autografe del maestro, risalente al 1438-1440.

## Storia
L'Angelico si dedicò alla decorazione di San Marco su incarico di Cosimo de' Medici, tra il 1438 e il 1445, anno della sua partenza per Roma, per poi tornarvi negli anni 1450, quando completò alcuni affreschi e si dedicò alla statura di codici miniati per il convento stesso.
Molto si è scritto circa l'autografia dell'Angelico per un complesso di decorazioni di così ampia portata, realizzato in tempi relativamente brevi. Gli affreschi del piano terra vengono concordemente attribuiti all'Angelico, mentre più incerta e discussa è l'attribuzione dei quarantatré affreschi delle celle e dei tre dei corridoio del primo piano. Se i contemporanei come Giuliano Lapaccini attribuiscono tutti gli affreschi all'Angelico, oggi, per un mero calcolo pratico del tempo necessario a un individuo per portare a termine un'opera del genere e per studi stilistici che evidenziano tre o quattro mani diverse, si tende a attribuire all'Angelico l'intera sovrintendenza della decorazione ma l'autografia di solo un ristretto numero di affreschi, mentre i restanti si pensa che vennero dipinti su suo cartone o nel suo stile da allievi, tra cui Benozzo Gozzoli.
L'Incoronazione della Vergine si trova nella cella 9 del corridoio Est, lato esterno, nella fila di celle da cui si ritiene che sia iniziata la decorazione, e fa parte di quel ristretto numero di opere di attribuzione diretta al maestro assolutamente indiscussa, sia nel disegno che nell'esecuzione.

## Descrizione e stile

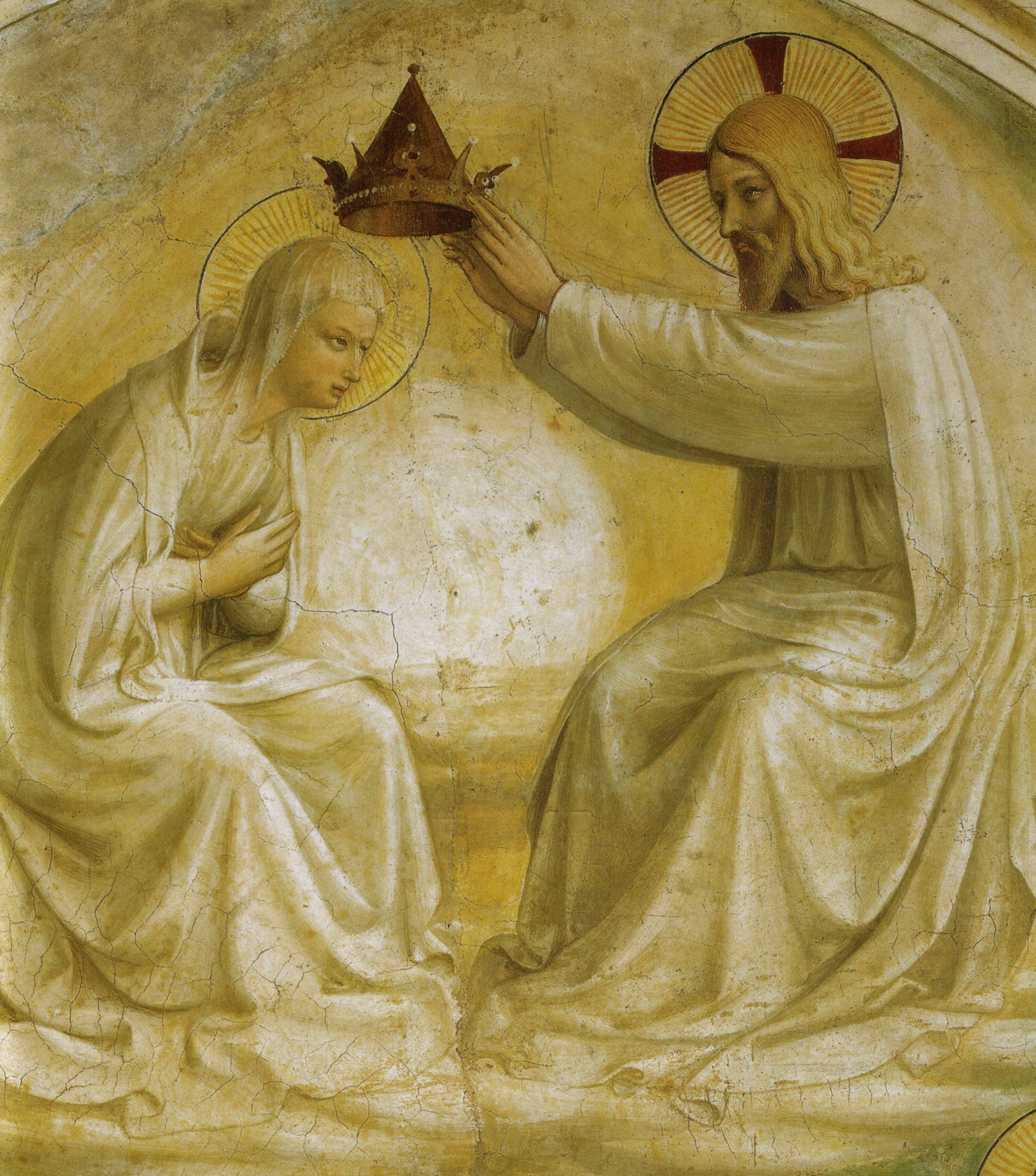
Dettaglio

La scena è tratta in maniera molto diversa rispetto alle più antiche Incoronazioni degli Uffizi (1432 circa) e del Louvre (1434-1435), poiché essa non avviene davanti a un folto gruppo di spettatori, ma è isolato, con sei santi che assistono ma non partecipano all'avvenimento. Lo stesso nimbo di luce bianca, divina, che circonda i sedili fatti di nuvola, isola il gruppo sacro e lo carica di un silenzioso misticismo. In questo caso la lettura del fatto evangelico è più essenziale e quindi più efficace, scevra da distrazioni decorative superflue e adeguata più che mai alle conquiste di Masaccio. La scena trasmette dopotutto un senso di immobilità, che lo sfondo piatto accentua isolando la figura principale e evitando qualunque distrazione che allontani la mente dai confini della scena. Questa nuova fase dell'arte dell'Angelico fu sicuramente influenzata dalla destinazione particolare degli ambienti, dove i monaci vivevano una vita fatta di contemplazione, preghiera e meditazione.
Come la vicina Trasfigurazione, anche questo affresco è dominato dalla luce che fa stagliare, bianco su bianco, le figure sacre. La Madonna si protende in avanti con le braccia incrociate in segno di umiltà ed accettazione (la stessa posa dell'Annunciazione della cella 3), mentre Cristo le porge la corona, decorata da perle e rubini. L'aspetto più semplice della corona rispetto ai precedenti su tavola è da mettere in relazione con la tecnica dell'affresco e con la generale semplificazione delle forme nel ciclo di San Marco, destinato alla meditazione spirituale dei frati. Gli abiti bianchi di Cristo e della Madonna sono trattati con sicurezza e compiutezza volumetrica, che li fanno assomigliare ai panneggi delle statue marmoree.
In basso i sei santi sono legati al monachesimo in generale e all'ordine domenicano nello specifico. Essi sono, da sinistra: Tommaso d'Aquino, Benedetto da Norcia, Domenico di Guzmán, Francesco d'Assisi, Pietro Martire e Paolo di Tarso.
Le figure appaiono semplificate e alleggerite, la cromia tenue e spenta. In tali contesti la forte plasticità di forma e colore, derivata da Masaccio, crea per contrasto un senso di viva astrazione.